# Bauhinia platycalyx
Bauhinia platycalyx är en ärtväxtart som beskrevs av George Bentham. Bauhinia platycalyx ingår i släktet Bauhinia och familjen ärtväxter. Inga underarter finns listade i Catalogue of Life.